# Bagha
Bagha (en bengali : বাঘা) est une upazila du Bangladesh située dans le district de Rajshahi et dans la division de Rajshahi. Elle compte 195 888 habitants au recensement de 2022.

## Géographie
L'upazila de Bagha a une superficie de 185,16 km2. Elle est délimitée par les upazilas de Charghat et Bagatipara au nord, de Daulatpur (Kushtia) au sud, de Lalpur et Bagatipara à l'est et du Bengale-Occidental indien à l'ouest.

## Population
Selon le recensement de 2022 du Bangladesh, l'upazila de Bagha compte une population de 195 888 habitants contre 184 183 en 2011, 169 527 en 2001 et 153 931 en 1991. 32,91 % des habitants vivent en zone urbaine.

## Administration
Bagha est constituée en thana le 23 mars 1983 et transformée en upazila le 14 septembre 1983. L'upazila est divisée en deux municipalités, Arani et Bagha (en) et en six union parishads (en), Bajubagha, Bausa, Gargari, Manigram, Pakuria et Chakrajapur. Les union parishads sont subdivisés en 90 mauzas (en) et 126 villages.